# Cambé
Cambé är en stad och kommun i södra Brasilien och ligger i delstaten Paraná. Den är en förortskommun till Londrina och folkmängden uppgick år 2014 till cirka 103 000 invånare.

## Administrativ indelning
Kommunen var år 2010 indelad i två distrikt:
- Cambé
- Prata